# Evansia
Evansia é um gênero de aranhas da família Linyphiidae descrito em 1901.